# لورينزو فيرنانديز
لورينزو فيرنانديز (بالإسبانية: Lorenzo Fernández) (20 مايو 1900 في ريدونديلا، إسبانيا – 16 نوفمبر 1973 في مونتيفيديو ، الأوروغواي) لاعب كرة قدم أوروغواياني كان يجيد اللعب في خط الوسط . كان يطلق عليه لقب الغاليسي .
لعب فيرنانديز في أندية كابارو، مونتيفيديو واندررز ، بينارول ، ناسيونال مونتيفيديو ، و أتلتيكو ريفر بلات .
في الفترة من 1928 إلى 1935 لعب فيرنانديز 31 مباراة دولية مسجلا 4 أهداف مع منتخب الأوروغواي مساهما في تتويجه ببطولة كأس العالم لكرة القدم 1930 التي استضافتها بلاده والميدالية الذهبية في دورة الألعاب الأولمبية 1928 التي أقيمت في العاصمة الهولندية أمستردام وببطولة كأس أمريكا الجنوبية مرتين في 1926 التي أقيمت في تشيلي و1935 التي أقيمت في بيرو .
تولى تدريب نادي بينارول من 1941 إلى 1942.